# Adam MacDonald
Pour les articles homonymes, voir MacDonald.
Adam MacDonald est un acteur et réalisateur canadien né le 16 mai 1977 à Markham au Canada.

## Biographie
Ayant grandi à Montréal, il a commencé une carrière d'acteur à la fin des années 1990. Il est notamment connu pour son rôle dans la série télévisée  Les Vies rêvées d'Erica Strange .
Il a débuté dans la réalisation en 2005, avec le court-métrage Sombre Zombie. Œuvrant dans le registre du fantastique, Il réalise son premier long-métrage en 2014, Backcountry, où il dirige Eric Balfour et Missy Peregrym. En 2017, il réalise son second film,  Pyewacket  , tournant autour de la sorcellerie, et dont la distribution principale comprend Laurie Holden et Nicole Muñoz.

## Filmographie acteur

### Cinéma
- 1998 : Going to Kansas City : Floyd Weaver
- 1999 : Running Home : Jay Torpy
- 2004 : Journal intime d'une future star : Steve
- 2005 : A Stranger Here Myself : Conan
- 2006 : Jekyll + Hyde : Josh Enfield
- 2007 :14 Days in Paradise  : Houston
- 2007 :La Possession de Paul Twist  : Jack
- 2010 : Love Letter from an Open Grave : Ray
- 2013 : Home Sweet Home  : Franck
- 2014 : Wolves de David Hayter : Marty
- 2017 : Hellmington  : Lance Mansbridge

### Télévision
- 1999-2000 :Le Loup-garou du campus (série télévisée) : Butch Jenkins
- 2000 :La Cinquième Sœur (Téléfilm) : Blake
- 2001 :Snow in August (Téléfilm) : Frankie McCarthy
- 2001 :Mutant X (série télévisée) : Nick Renfield
- 2001-2002 :Vampire High (série télévisée) : Nick McAllister
- 2003-2005 :Missing : Disparus sans laisser de trace (série télévisée) : Douglas Mastriani
- 2004 :Les Règles secrètes du mariage (Téléfilm) : Brian
- 2005 :Beach Girls (série télévisée) : Marty Alba
- 2007 :Dernière obsession (Téléfilm) :  Drew Brampton
- 2008 :Un cœur d'athlète (Téléfilm) : Dave Kolisnik
- 2009-2011 :Les Vies rêvées d'Erica Strange (série télévisée) : Josh MacIntosh
- 2010-2015  : : Rookie Blue (série télévisée) : Steve Peck
- 2011 : Les Enquêtes de Murdoch (2011) (série télévisée) :  Bert Howland
- 2012 : Le Transporteur (série télévisée) : Thierry Lefèbvre (Saison 1 Épisode 7)

## Filmographie réalisateur
- 2005 : Sombre Zombie (court-métrage)
- 2010 : In the Dominican  (court-métrage)
- 2014 : Backcountry  (+ scénario)
- 2017 :  Pyewacket   (+ scénario)